# Jane Royle
Jane Royle (* 20. Oktober 1932 als Irene Jane Buchan Shortt in London, England; † 13. Dezember 2010 in Worthing, Sussex, England) war eine britische Maskenbildnerin.

## Leben
Royle arbeitete 1967 erstmals als Maskenbildnerin für eine Folge der ITV-Fernsehserie Armchair Theatre. Ihr Spielfilmdebüt hatte sie 1975 als im Abspann nicht genannte Make-up-Assistentin beim Kultfilm The Rocky Horror Picture Show. Ab Anfang der 1980er Jahre war sie regelmäßig bei großen britischen Filmproduktionen beschäftigt und wurde 1985 für ihr Wirken am Horrorfilm Die Zeit der Wölfe für den BAFTA Film Award in der Kategorie Beste Maske nominiert. Neben den britischen Produktionen arbeitete sie in der Folge auch an Hollywoodfilmen wie Indiana Jones und der letzte Kreuzzug, Der letzte Mohikaner und Schindlers Liste. Zudem wirkte sie an zwei Filmen der James-Bond-Filmreihe und den ersten drei Filmen der Harry-Potter-Filmreihe mit. Sie war bis ins hohe Alter tätig; bei Erscheinen des letzten Filmes mit ihrer Mitwirkung (Harry Potter und der Gefangene von Askaban) war sie 72 Jahre alt.
Royle war von 1953 bis zu dessen Tod 1990 mit dem Schauspieler Derek Royle verheiratet, aus der Ehe gingen die Schauspielerinnen Carol Royle und Amanda Royle hervor.

## Filmografie (Auswahl)
- 1975: The Rocky Horror Picture Show
- 1980: Flash Gordon
- 1981: Der Drachentöter (Dragonslayer)
- 1984: Die Zeit der Wölfe (The Company of Wolves)
- 1985: Das Geheimnis des verborgenen Tempels (Young Sherlock Holmes)
- 1985: Legende (Legend)
- 1988: Falsches Spiel mit Roger Rabbit (Who Framed Roger Rabbit)
- 1988: High Spirits
- 1989: Indiana Jones und der letzte Kreuzzug (Indiana Jones and the Last Crusade)
- 1989: Weiße Zeit der Dürre (A Dry White Season)
- 1991: King Ralph
- 1992: Alien 3 (Alien³)
- 1992: Der letzte Mohikaner (The Last of the Mohicans)
- 1993: Schindlers Liste (Schindler’s List)
- 1995: James Bond 007 – GoldenEye (GoldenEye)
- 1997: Der Schakal (The Jackal)
- 1999: James Bond 007 – Die Welt ist nicht genug (The World Is Not Enough)
- 2001: Harry Potter und der Stein der Weisen (Harry Potter and the Philosopher’s Stone)
- 2002: Harry Potter und die Kammer des Schreckens (Harry Potter and the Chamber of Secrets)
- 2004: Harry Potter und der Gefangene von Askaban (Harry Potter and the Prisoner of Azkaban)

## Auszeichnungen
- 1985: BAFTA-Film-Award-Nominierung in der Kategorie Beste Maske für Die Zeit der Wölfe